# Frosta
Frosta es un municipio y pueblo de la provincia de Trøndelag, en Noruega. Pertenece a este municipio la isla de Tautra.
A 1 de enero de 2015 tiene 2624 habitantes.
El topónimo de la localidad no ha variado desde el nórdico antiguo y su etimología y significado son desconocidos. Fue establecido como formannskapsdistrikt en 1838 y su término municipal no ha sido alterado desde entonces, siendo uno de los pocos formannskapsdistrikt que se conservan intactos en todo el país.
La localidad es famosa por ser el lugar de origen del Frostating, uno de los códices más importantes del Derecho noruego histórico, ya que aquí se celebraban las asambleas del antiguo reino de Trøndelag.
Se ubica en una pequeña península 15 km al noreste de Trondheim, separado de dicha ciudad por el fiordo de Trondheim.